# Epsilon Gruis
Epsilon Gruis (ε Gru) – gwiazda w gwiazdozbiorze Żurawia. Jest odległa od Słońca o około 129 lat świetlnych.

## Charakterystyka
Jest to biała gwiazda należąca do typu widmowego A. Jej jasność, uwzględniając promieniowanie ultrafioletowe, jest 50,6 raza większa od jasności Słońca, a średnia wartość zmierzonej jej temperatury to 8600 K. Gwiazda ma promień 3,2 raza większy od Słońca. Szybko rotuje, wykonując obrót wokół osi w czasie krótszym niż 16 godzin, co powoduje spłaszczenie biegunowe i zwiększa rozpiętość temperatur – gwiazda jest gorętsza na biegunach, gdzie otoczka jest cieńsza, niż na równiku. Jest to gwiazda pojedyncza, nie otacza jej też dysk materii, który mógłby wskazywać na możliwość uformowania się planet. Ma masę 2,4 raza większą niż masa Słońca. Jej wiek nie jest dobrze określony, ale jest już za połową okresu syntezy wodoru w hel w jądrze, przy tej masie trwającego 600 milionów lat. W przyszłości gwiazda zmieni się w czerwonego olbrzyma.